# 山中新太郎
山中 新太郎（やまなか しんたろう、1968年 - ）は、日本の建築家。日本大学理工学部建築学科教授。

## 経歴
神奈川県鎌倉市生まれ。
- 1992年日本大学理工学部建築学科卒業。
- 2001年東京大学大学院工学系研究科博士課程修了。大学院では原広司に師事。
- 2000年山中新太郎建築設計事務所設立（2006年、法人化）。
- 2007年-2012年日本大学理工学部建築学科助教。
- 2013年-2019年同准教授。
- 2019年-同教授[1]。

## 主な作品
- シリンダーハウス 1995年
- 神武寺の家 2000年
- 幸手ハウス 2006年

## 受賞歴
- 2018年　一般財団法人住総研 第16回住総研 研究・実践選奨
- 2018年　日本建築学会 2018年度日本建築学会賞受賞者
- 2013年　日本建築学会 2013年建築デザイン発表会 審査員特別賞
- 2012年　日本建築士会連合会 平成23年　日本建築士会連合会賞　奨励賞
- 2008年　熊本県宇土市 「くまもとアートポリスプロジェクト公募型プロポーザル「宇土市立宇土小学校」入選
- 2004年　神奈川県横浜市 「象の鼻地区再整備基本計画設計業務委託」入選
- 2002年　群馬県邑楽町 「邑楽町役場庁舎等設計者選定住民参加型設計競技」佳作
- 2000年　日本建築家協会北海道支部 新人賞